# Alfa 5
Alfa 5 Industrial e Patrimonial SARL é uma empresa de segurança privada de Angola. É detida maioritariamente pela Endiama e detém mais de metade dos contratos de segurança com empresas diamantíferas angolanas.

## História
A Alfa 5 foi fundada em 1993 em parceria com oficiais militares seniores ou reformados ou seus familiares próximos com o objectivo de fornecer segurança às minas de diamantes da ENDIAMA contra criminosos e rebeldes da UNITA. Estes militares e ex-militares do conselho do Alfa-5 incluíam o então General César Pugliese, Rui Carlos Sousa Gaio, a esposa do então chefe do Estado-Maior das FAA, General Agostinho Fernandes Nelumba, e o irmão do ex-chefe do Estado-Maior das FAA General João de Matos. O nome refere-se a cinco países africanos de língua portuguesa onde os seus nomes esperavam que eventualmente operasse.
Desde a sua fundação, a Alfa 5 tornou-se uma empresa de segurança própria, oferecendo também serviços a empresas fora da ENDIAMA. No final dos anos 90, a Alfa 5 era uma das maiores empresas de segurança em Angola, ao lado da Teleservice e da K&P Mineira.
Em 2021, a ENDIAMA começou a procurar vender o Alfa 5, mas teve dificuldades em encontrar comprador.

### Abuso de direitos humanos
No início dos anos 2000, os funcionários do Alfa 5 foram acusados de múltiplas violações dos direitos humanos, incluindo assassinatos ilegais de manifestantes, greves de mineiros e garimpeiros em locais como Luremo e Cuango, e de flexibilizar ligações aos líderes militares no Alfa 5. conselho para evitar consequências.
Em resposta a isto, o Director Geral da Alfa 5, Francisco Borges Guerra, disse que as “operações da Alfa 5 são descentralizadas”, que a sua liderança não deu tais ordens, e que “se os indivíduos devem adoptar esse comportamento, é na sua consciência individual. É o que acontece um pouco nessas áreas... Não creio que esse comportamento seja generalizado entre os nossos homens, mas não quero descurar aqueles casos individuais que podem manchar o bom nome da empresa. Temos alguns exemplos tristes."
Em 2023, o Chefe de Desenvolvimento Comercial da Alfa 5, António Pedro Bartolomeu, disse aos jornalistas do O País que a Alfa 5 gostaria de contratar ex-policiais e ex-militares para garantir uma melhor disciplina, mas não há recursos suficientes.

## Serviços
Alfa 5 concentra-se em combinar segurança humana e sistemas eletrônicos. Oferece segurança para instalações industriais e centros de informação, transporte de cargas valiosas, desminagem e sistemas de segurança, incluindo alarmes, portas blindadas e cofres.

## Clientes
Alfa 5 supostamente tem clientes como:
- Empresa Nacional de Diamantes E.P. (ENDIAMA)[13]
- Sociedade de Desenvolvimento Mineiro de Angola (SDM)[8]
- Ministério das Finanças (MINFIN)[13]
- Administração Geral Tributária (AGT)[13]
- Banco Nacional de Angola (BNA)[13]
- Clínica Sagrada Esperança (CSE)[13]